# Kim Cheol-min
Kim Cheol-min (kor. 김철민; * 29. November 1992 in Seoul) ist ein südkoreanischer Eisschnellläufer.
Kim begann als Kind mit der Sportart Shorttrack. Er gewann bei den Shorttrack-Teamweltmeisterschaften 2011 in Warschau mit der Staffel eine Goldmedaille. 2011 wechselte er zum Eisschnelllauf und gewann in Obihiro bei den Eisschnelllauf-Juniorenweltmeisterschaften zwei Medaillen. 2013 gewann er in Sotschi bei den Eisschnelllauf-Einzelstreckenweltmeisterschaften in der Teamverfolgung eine Silbermedaille. Die gleiche Medaille erlangte er bei den Olympischen Winterspielen 2014 erneut in Sotschi.